# Къвингтън
Къ̀вингтън (на английски: Covington, буквени символи за произношение  Архив на оригинала от 2018-12-26 в Wayback Machine.) е град в окръг Кинг, щата Вашингтон, САЩ. Къвингтън е с население от 13 783 жители (2000) и обща площ от 15 km². Намира се на 116 m надморска височина. ЗИП кодът му е 98042, а телефонният му код е 253.